# NDNA
nDNA, DNA jądrowy, DNA jądra komórkowego – materiał genetyczny w postaci DNA znajdujący się w jądrze komórkowym eukariotów i kodujący większość informacji genetycznej organizmu.
Zobacz też:
- mitochondrialny DNA